# John Smith (Zuid-Afrikaans roeier)
John Smith (Germiston, 12 januari 1990) is een Zuid-Afrikaans roeier. Smith maakte zijn debuut tijdens de Wereldkampioenschappen roeien 2009 met een vierde plaats in de niet Olympische lichte-twee-zonder-stuurman. Smits maakte zijn Olympische debuut met een gouden medaille tijdens de  Olympische Zomerspelen 2012 in de lichte-vier-zonder-stuurman. Op de Wereldkampioenschappen roeien 2014 kwam Smith uit in de lichte-dubbel-twee en won gelijk de wereldtitel. Bij zijn tweede Olympische optreden behaalde Smith de vierde plaats in de lichte-dubbel-twee.

## Resultaten
- Wereldkampioenschappen roeien 2009 in Poznań 4e in de lichte-twee-zonder-stuurman
- Wereldkampioenschappen roeien 2010 in Cambridge 11e in de lichte-vier-zonder-stuurman
- Wereldkampioenschappen roeien 2011 in Bled 11e in de lichte-vier-zonder-stuurman
- Olympische Zomerspelen 2012 in Londen  in de lichte-vier-zonder-stuurman
- Wereldkampioenschappen roeien 2013 in Chungju 6e in de lichte-vier-zonder-stuurman
- Wereldkampioenschappen roeien 2014 in Amsterdam  in de lichte-dubbel-twee
- Wereldkampioenschappen roeien 2015 in Aiguebelette-le-Lac 4e in de lichte-dubbel-twee
- Olympische Zomerspelen 2016 in Rio de Janeiro 4e in de lichte-dubbel-twee

1996: Victor Feddersen & Niels Henriksen & Thomas Poulsen & Eskild Ebbesen ·
2000: Laurent Porchier & Jean-Christophe Bette & Yves Hocdé & Xavier Dorfman ·
2004: Thor Kristensen & Thomas Ebert & Stephan Mølvig  & Eskild Ebbesen ·
2008: Mads Kruse Andersen & Eskild Ebbesen & Thomas Ebert & Morten Jørgensen·
2012: James Thompson & Matthew Brittain & John Smith & Sizwe Ndlovu ·
2016: Mario Gyr & Simon Niepmann & Simon Schürch & Lucas Tramèr